# رقص گلوله‌ها: رام و لیلا
رقص گلوله‌ها: رام و لیلا (به هندی: Goliyon Ki Raasleela Ram-Leela) فیلمی هندی در ژانر تراژدی عاشقانه محصول سال ۲۰۱۳ به کارگردانی و نویسندگی سانجی لیلا بانسالی است. در این فیلم بازیگرانی همچون رانویر سینگ، دیپیکا پادوکونه، سوپریا پاتاک، ریچا چادا، گلشن دوایا، جامل خان، شاراد کلکار، بارکا سنگوپتا، پریانکا چوپرا ایفای نقش کرده‌اند.
این فیلم برگرفته از رمان رومئو و ژولیت اثر ویلیام شکسپیر است. 
بانسالی ایده این فیلم را زمانی که بر رو اولین فیلم خود کار می‌کرد عنوان کرد اما به دلیل بودجه ناکافی به تعویق افتاد و در سال ۲۰۱۳ از سر گرفته شد.
این فیلم با توجه به فروش خوب در گیشه توانست نقدهای مثبتی دریافت کند و زوج دیپیکا و رنویر مورد توجه قرار گرفت و به عنوان ششمین فیلم پرفروش هندی سال معرفی شد.

## جوایز
این فیلم در ۴۲ رشته نامزد و در ۲۱ رشته برنده جوایز از جشنواره های مختلف نظیر فیلم فیر، آیفا، زی سینه آواردز و طلای شیرها شد.

## فیلمبرداری
فیلم برداری این فیلم گجرات و راجستان انجام گرفت و اکثر آنها بجای استدیو در صحنه واقعی فیلم‌برداری شد.

## خلاصه داستان
در روستای خیالی گجراتی رنجار که به تولید و فروش اسلحه معروف و بدنام است دو طایفه سانرا و راجادی که اختلافی دیرینه باهم دارند، رام (رنویر سینگ) برادر کوچکتر مگجی بای (آبهی‌مانیو سینگ) از یک درگیری بین دو طایفه و کشته شدن باوانی (گلشن دیوایا) جلوگیری می‌کند و مورد سرزنش پدرش قرار می‌گیرد. زمان جشن هولی فرا می‌رسد و رام با دوستانش وارد خانه سانرا‌ها می‌شود تا آنجا جشن بگیرند که لیلا (دیپیکا پادوکن) را در جشن می‌بیند و عاشق او می‌شود. خانواده لیلا برای او فردی را انتخاب کرده‌اند تا با وی ازدواج کند؛ اما لیلا عاشق رام شده و به آن پسر انتخاب شده علاقه‌ای ندارد. ناگهان رام شبی به اتاق لیلا آمده و پیشنهادی به او می‌دهد که...

## انتخاب بازیگر
اول عمران عباس بازیگر پاکستانی برای نقش رام در نظر گرفته شده بود که به دلیل تعهدات قراردادی این نقش را رد کرد و سپس به سوشانت سینگ راجپوت پیشنهاد شد که به دلیل برنامه ریزی فیلم برداری مجبور به رد نقش شد. تا اینکه کارینا کاپور و رنویر سینگ برای نقش‌های اصلی انتخاب شدند. به گفته بانسالی او تحت تاثیر بازی رنویر در فیلم (گروه برنامه ریز عروسی) قرار گرفته بود. ناگهان کاپور ده روز قبل از شروع فیلم‌برداری از فیلم خارج شد و بجای آن دیپیکا پادوکن برای نقش لیلا انتخاب گشت و قبل از آن حضور پریانکا چوپرا برای اجرای رقص آهنگ رام جاهه تایید شد.